# Révolte du 31 janvier 1891

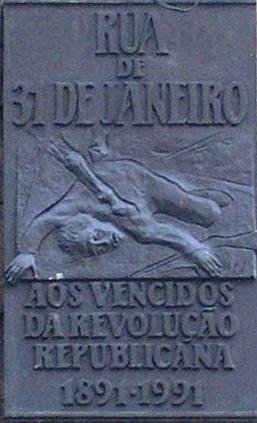
Plaque commémorative de la révolte du 31 janvier 1891 à Porto.

La révolte du 31 janvier 1891 ou mouvement du 31 janvier 1891 est le premier mouvement révolutionnaire ayant pour objectif l'implantation d'un régime républicain au Portugal.
Le 31 janvier 1891, la ville de Porto assiste à un soulèvement militaire contre la monarchie constitutionnelle. Les insurgés, qui ont pour hymne A Portuguesa, une chanson à caractère patriotique composée en réaction à l'ultimatum britannique de 1890, s'emparent du Palais du Conseil. À son balcon, le journaliste et homme politique républicain, Augusto Alves da Veiga (pt), proclame l'implantation de la République au Portugal et hisse le drapeau rouge et vert du Centre démocratique fédéral mais le mouvement est étouffé peu après par la Garde Municipale, restée fidèle au gouvernement.
On comptera 12 morts et 40 blessés. Les révoltés capturés sont jugés ; 250 sont condamnés à des peines allant de 18 mois à 15 ans de déportation en Afrique. La chanson A Portuguesa est interdite.
Cette journée a contribué à imposer le vert et le rouge comme couleurs du Portugal républicain en 1910.